# Poecilmitis aureus
Poecilmitis aureus är en fjärilsart som beskrevs av Van Son 1966. Poecilmitis aureus ingår i släktet Poecilmitis och familjen juvelvingar. IUCN kategoriserar arten globalt som nära hotad. Inga underarter finns listade i Catalogue of Life.